# Bawełna strzelnicza

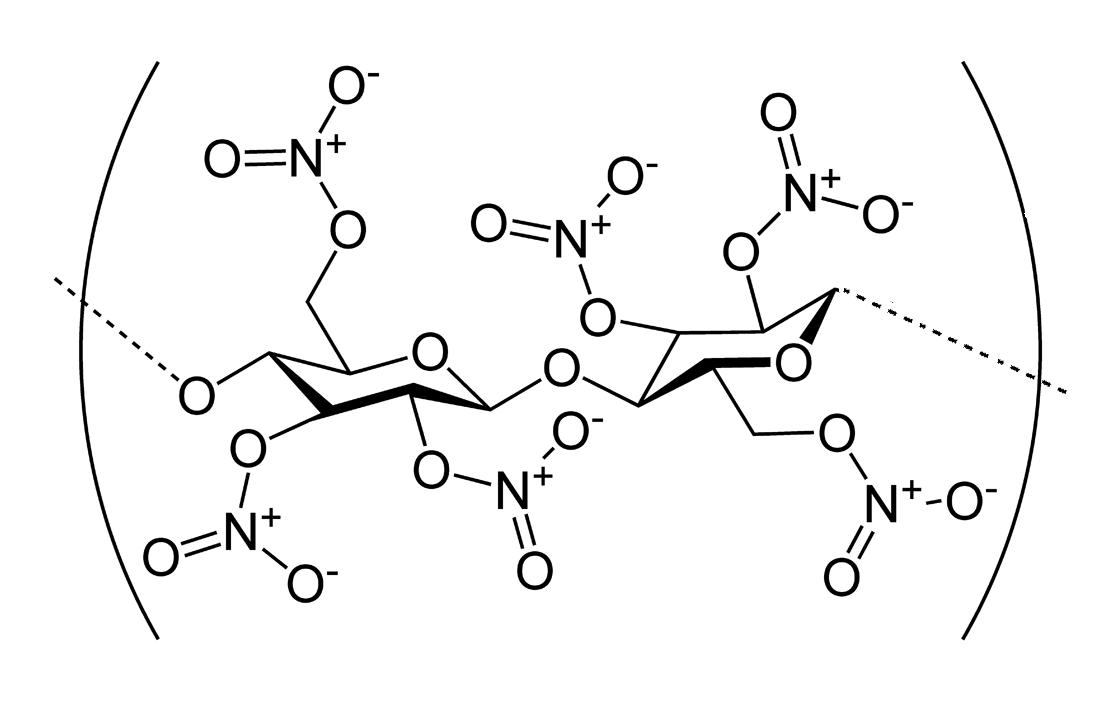
Fragment łańcucha całkowicie zestryfikowanej nitrocelulozy (zawartość azotu 14,1%)

Bawełna strzelnicza − rodzaj nitrocelulozy o wysokiej zawartości azotu, stosowana do produkcji materiałów wybuchowych. Otrzymywana przez estryfikację włókien bawełny mieszaniną nitrującą.
Bawełna strzelnicza występuje w dwóch odmianach:
- Bawełna strzelnicza nr 1, BS1 (właściwa bawełna strzelnicza[1]) – zawierająca 13,0–13,7% azotu, nierozpuszczalna w mieszaninie alkoholu i eteru, rozpuszczalna w acetonie i octanie etylu[1].
- Bawełna strzelnicza nr 2, BS2 (bawełna kolodionowa[1]) – zawierająca 11,1–12,3% azotu i rozpuszczalna także w mieszaninie alkoholowo–eterowej.

Do produkcji prochów bezdymnych miesza się obie odmiany, aby uzyskać pożądane właściwości. Spala się z wytworzeniem produktów gazowych: N2, H2, H2O, CO i CO2.
Odkrywcą był niemiecki chemik Christian Friedrich Schönbein w 1845.